# 국가대표팀
국가대표팀은 주로 스포츠 분야에서 국가를 대표하는 팀의 한 형태이다. 주로 스포츠 분야에서 활동하므로 스포츠 국가대표팀이라고도 부른다. 보통 국대라고도 부른다.
이 용어는 팀 스포츠에서 가장 흔히 쓰이지만 국가를 대표하는 개개인들(일반 경기가 개인이면서도 개별 점수로 팀 결과를 얻는 경우)의 그룹에도 적용할 수 있다.
국가대표팀은 다양한 레벨과 나이 그룹에서 경쟁하며 국가대표팀에는 선별시 수많은 선별 기준이 존재한다. 국가대표팀이라고 하여 언제나 최상의 개별 선수로 구성되는 것도 아니다.
다른 스포츠 팀과 같이 국가대표팀은 성별, 나이 등의 기준으로 묶기도 한다.

## 같이 보기
- 대한민국 축구 국가대표팀
- 조선민주주의인민공화국 축구 국가대표팀
- 일본 축구 국가대표팀
- 브라질 축구 국가대표팀
- 대한민국 야구 국가대표팀
- 미국 야구 국가대표팀
- 쿠바 야구 국가대표팀